# Hotel de Saxe (Berlin)

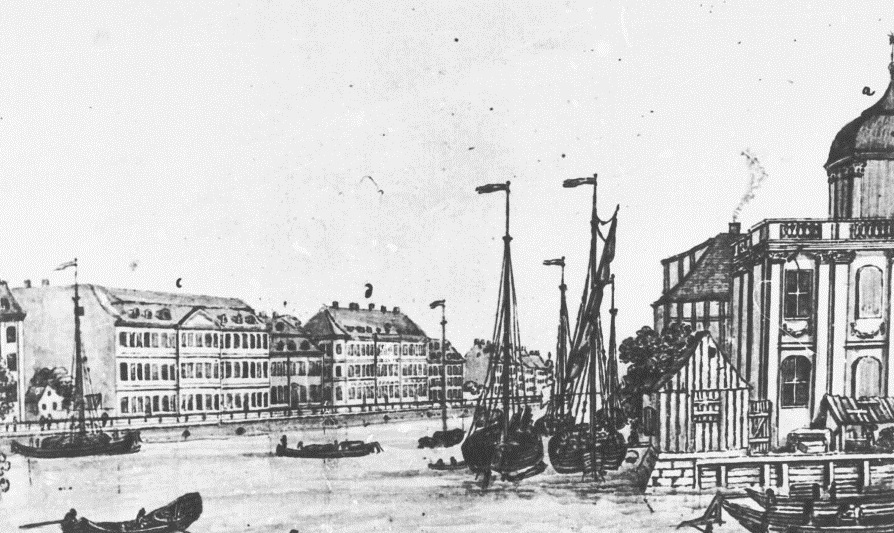
Blick auf die östliche Seite der Spree in Berlin. Das kleine ältere Gebäude des Hotel de Saxe liegt zwischen dem Joachimsthalschen Gymnasium (markiert mit dem Buchstaben c) und der Allgemeinen Kriegsschule. Rechts (angeschnitten) die Berliner Börse im Neuen Lusthaus am Berliner Lustgarten. Grafik von L. L. Müller, 1792.

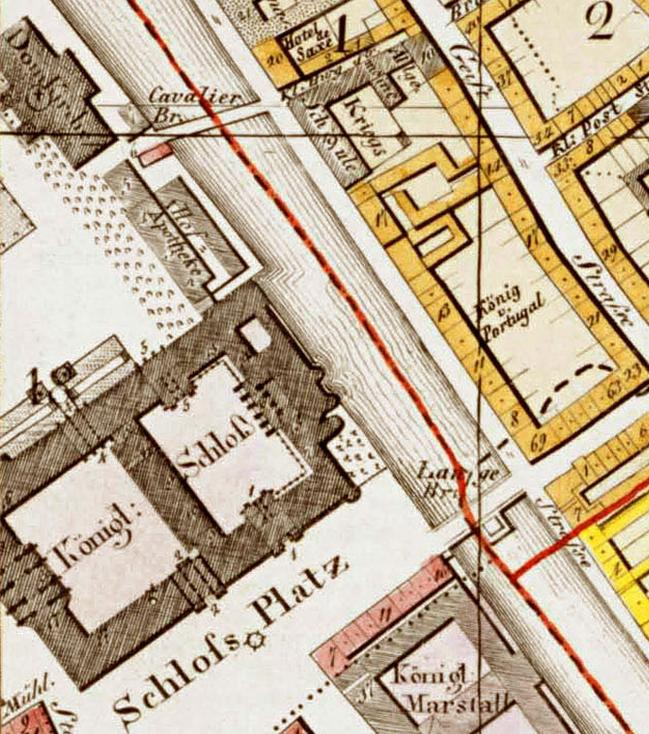
Das Hotel de Saxe lag an der Burgstraße in Berlin, direkt an der Kavalierbrücke (am oberen Kartenrand). Ausschnitt aus der Berliner Stadtkarte von Selter, 1846.

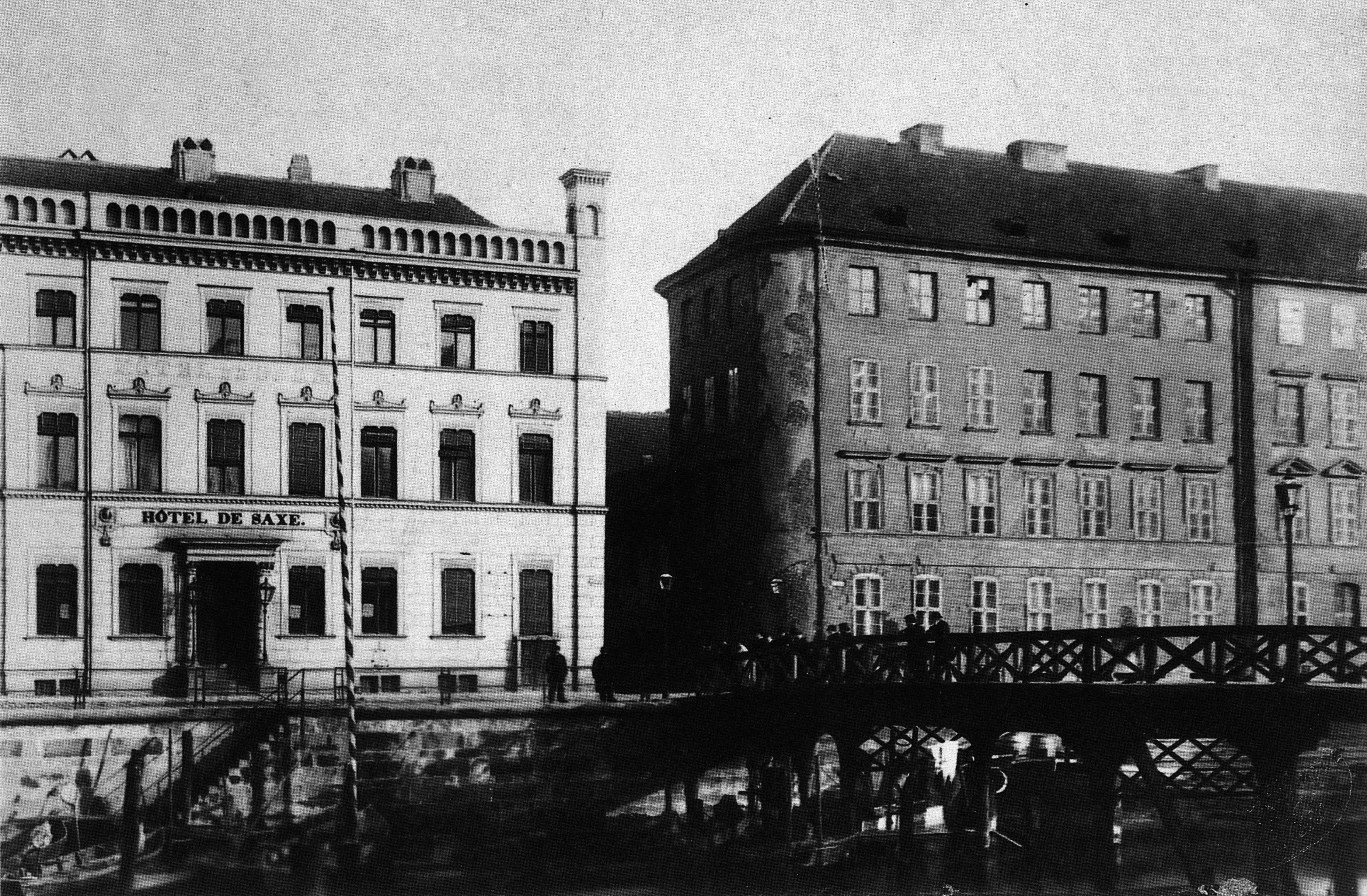
Das Hotel de Saxe (links) an der Berliner Kavalierbrücke. Rechts die damalige Berliner Militärakademie. Foto von F. A. Schwartz, 1875.

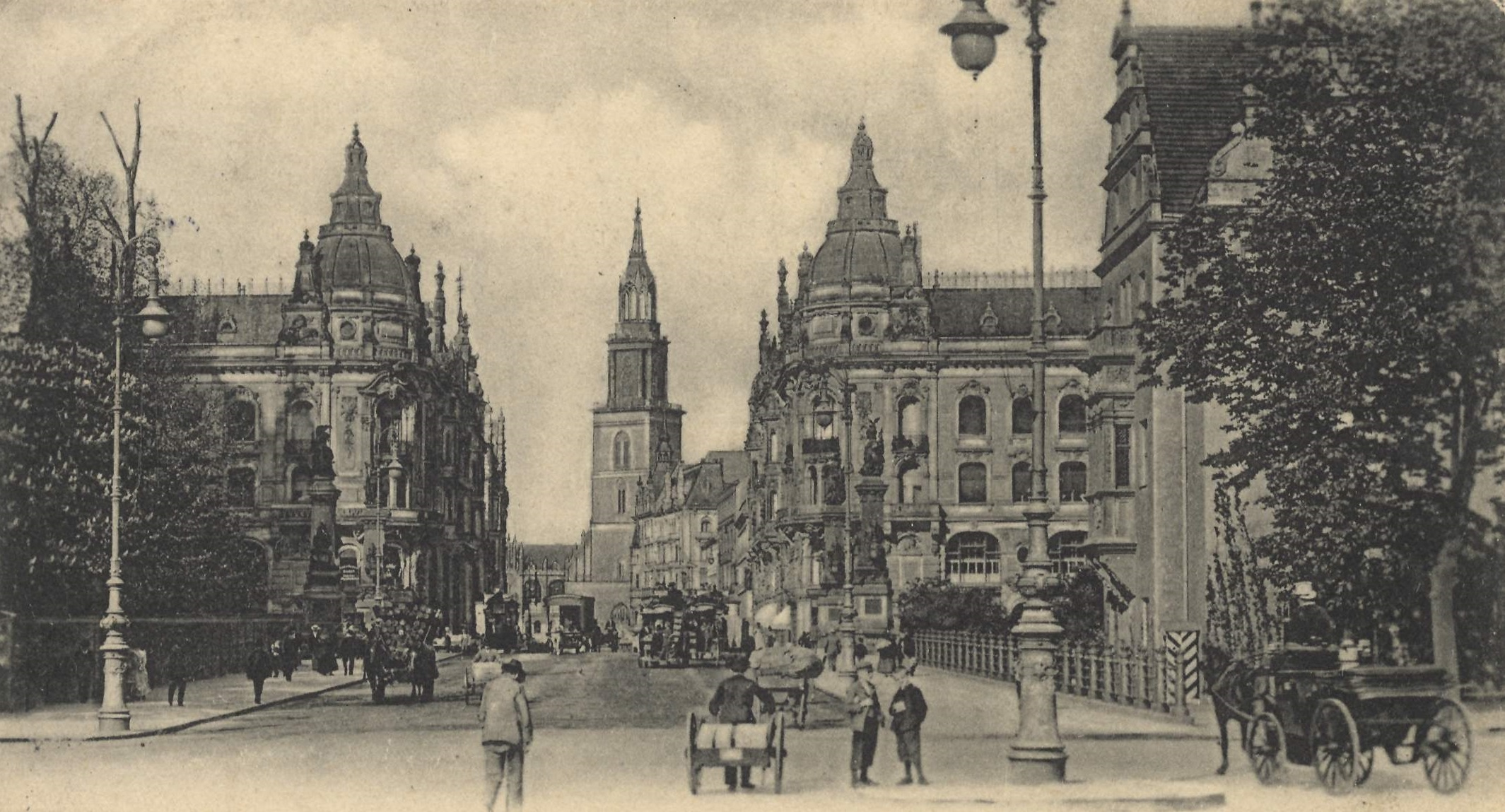
Nach dem Abriss des Joachimsthalschen Gymnasiums und des Hotel de Saxe führte die neue Kaiser-Wilhelm-Brücke vom Berliner Lustgarten direkt zur Altstadt. Foto um 1900.

Das Hotel de Saxe war ein traditionsreiches Hotel in unmittelbarer Nähe des königlichen Stadtschlosses an der Burgstraße in Berlin, das bereits im 18. Jahrhundert bestand. Es wurde 1884 abgerissen, da es dem Bau der Kaiser-Wilhelm-Brücke (heute: Liebknechtbrücke) über die Spree im Wege stand.

## Lage
Das Berliner Hotel de Saxe ist nicht zu verwechseln mit den damaligen Hotels gleichen Namens in Hamburg, Dresden und Leipzig sowie mit dem Hotel Saxonia in der Königgrätzer Str. 10 in Berlin (heute: Stresemannstraße) oder dem (damaligen) Sächsischen Hof in der Krausenstraße 25/26.
Das Hotel de Saxe in Berlin befand sich an der Burgstraße (1869: Nr. 20) gegenüber der Hofapotheke am Berliner Stadtschloss auf der östlichen Seite der Spree direkt an der damaligen sogenannten Kavalierbrücke, einer schmalen, reinen Fußgängerbrücke, die den Schlossbereich mit dem Berliner Altstadtviertel verband (siehe Foto, vgl. Karte). Das Gebäude des Hotel de Saxe lag als einziges Haus zwischen dem Joachimsthal’schen Gymnasium und der damaligen Berliner Militärakademie. An diesem Standort, direkt gegenüber der Spreeseite des Berliner Stadtschlosses, lagen in der zweiten Hälfte des 19. Jahrhunderts auf der östlichen Seite  des Flusses an der Burgstraße außer dem Hotel de Saxe zeitweilig mehrere Berliner Hotels, die von der touristisch und für geschäftliche Zwecke reizvollen Lage profitierten: Böttcher‘s Hotel (Nr. 11), Cassel’s Hotel (Nr. 13, ab 1891 Nr. 16), das Hotel König von Portugal (1869: Burgstraße Nr. 12), Netzler's Hotel (1912: Nr. 15) und das Börsen-Hotel (ab 1880: Nr. 27/27a). Hinter der Burgstraße und den genannten Hotels erstreckte sich zwischen der Marienkirche und der Nikolaikirche die Berliner Altstadt, ein belebtes Geschäftsviertel.

## Geschichte
Zuerst erwähnt wird das Hotel de Saxe in dem berühmten Berlin-Führer von Friedrich Nicolai von 1786. Der Reiseführer von Kertbeny zählt das Hotel 1831 (mit der Adresse Burgstraße 25) zu den vorzüglichsten Hotels ersten Ranges in Berlin.  1834 bezeichnete es Zedlitz als ein „neues, wohleingerichtetes Hotel, gegenüber dem Schlosse gelegen und in der Nähe des neuen Museums und der Börse, mit schöner Aussicht auf die Brücken der Spree. Außer den wohleingerichteten 60 Logirzimmern, guten Remisen und Stallungen besitzt dieses schöne Hotel auch eine geschmackvoll eingerichtete Badeanstalt.“ Man muss aus diesen Angaben wohl schließen, dass das ältere, bereits 1786 bestehende Hotel Anfang der 1830er Jahre gründlich erneuert und neu eröffnet wurde.
Ein Reiseführer des Carl Barthol Verlages beschreibt das Hotel de Saxe 1855 weiterhin als ein Hotel der ersten Kategorie. Kapp beschreibt es in seinem Reiseführer von 1869 als ein ruhiges und empfehlenswertes Hotel, das günstig zur Museumsinsel und zur damaligen Berliner Börse (an der unteren Burgstraße) lag.

## Der Bau der Kaiser-Wilhelm-Brücke
Die Kavalierbrücke (Cavalierbrücke) in Berlin bestand seit jeher als Fußgängerbrücke, zuletzt wurde sie auch Sechserbrücke genannt, weil man für die Erlaubnis, sie zu überqueren einen Sechser bezahlen musste. Durch die Wandlung Berlins zur Kaiserstadt ergaben sich jedoch neue städtebauliche Erfordernisse, die dazu führten, dass Kaiser Wilhelm I. 1884 der Stadt Berlin den Bau einer Prachtbrücke an dieser Stelle genehmigte, um eine leichte verkehrsmäßige Verbindung zwischen der Straße Unter den Linden und der Berliner Altstadt und dem Osten Berlins zu ermöglichen. Die neue Brücke war für die Verbindung der durch Alt-Berlin gelegten repräsentativen und 26 Meter breiten Kaiser-Wilhelm-Straße zwischen Lustgarten und Spandauer Straße unerlässlich. Im Februar 1886 begannen die Bauarbeiten für die Kaiser-Wilhelm-Brücke.

## Abriss 1884
Das Hotel de Saxe stand diesen Bauarbeiten völlig im Wege und wurde 1884 im Zusammenhang mit dem Bau der Kaiser-Wilhelm-Brücke über die Spree abgerissen. (Das benachbarte Joachimsthalsche Gymnasium wurde bereits 1882 abgebrochen.) Das Berliner Adressbuch von 1885 führt als Eigentümer des Hotelgrundstücks bereits die Baugesellschaft für die Kaiser-Wilhelm-Straße auf.
Heute befindet sich an der ehemaligen Position des Hotel de Saxe die Fortsetzung der Liebknechtbrücke über die Spree, wo täglich tausende von Fahrzeugen in die nach Osten führende Karl-Liebknecht-Straße einfahren.
Der Inhaber des Betriebs des Hotel de Saxe, I. Cohn, unternahm 1886 den Versuch, das Hotel im Gebäude Leipziger Straße Nr. 121 neu zu eröffnen. An diesem für Reisende und Touristen deutlich weniger reizvollen Standort existierte das Hotel de Saxe nach Ausweis des Berliner Adressbuchs noch im Jahr 1887. 1888 wird es in der Hotelliste jedoch nicht mehr erwähnt.